# Rhachotropis natator
Rhachotropis natator är en kräftdjursart som först beskrevs av Edward Morell Holmes 1908.  Rhachotropis natator ingår i släktet Rhachotropis och familjen Eusiridae. Inga underarter finns listade i Catalogue of Life.